# 뇌세포

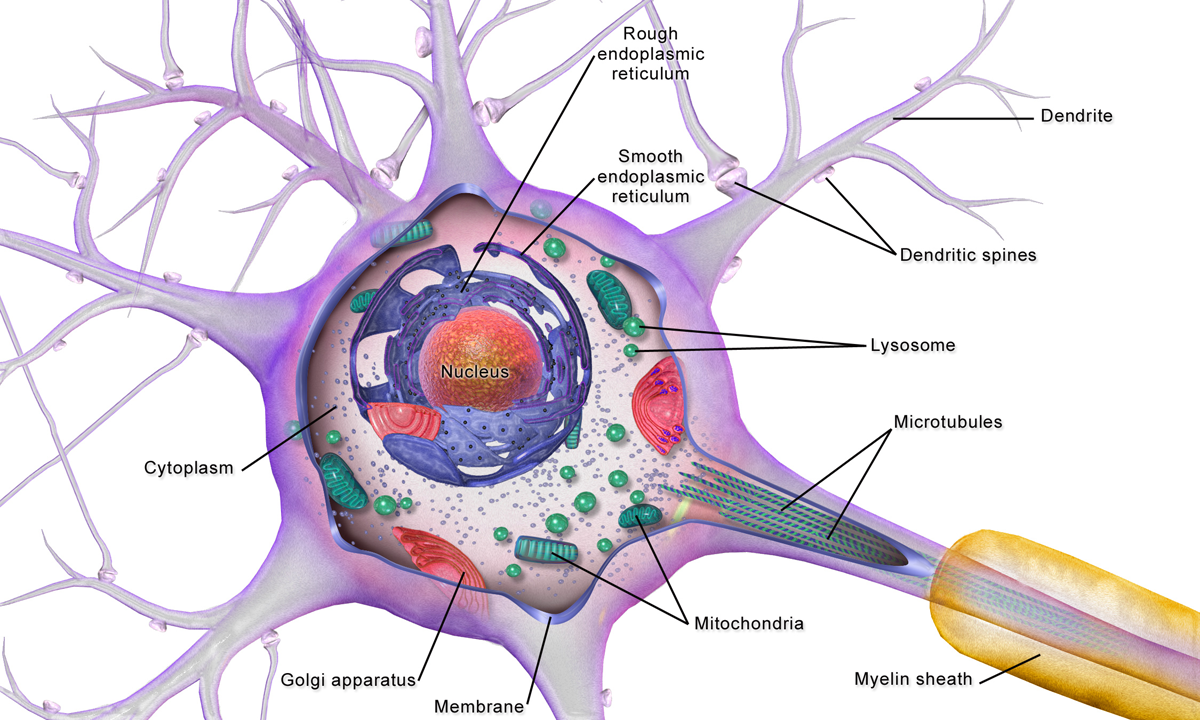

뇌세포(腦細胞, 영어: brain cell)는 뇌의 기능적 조직을 구성한다. 나머지 뇌 조직은 혈관을 포함하는 기질(Stroma)이라고 하는 구조적 또는 결합적 조직이다. 뇌에 있는 두 가지 주요 유형의 세포는 신경 세포라고도 하는 뉴런(Neuron)과 신경 아교 세포(Glia)이다.
신경 세포는 신경 회로 및 더 큰 뇌 네트워크에서 다른 뉴런 및 연합 신경 세포(시냅스를 통해)와 통신하여 기능하는 뇌의 흥분 가능한 세포이다. 대뇌 피질의 두 가지 주요 뉴런 부류는 흥분성 투영 신경 세포와 억제성 연합 신경 세포이다. 약 70~80%는 흥분성 뉴런이고 20~30%는 억제성 연합 신경 세포이다. 일반적으로 뉴런은 대략 유사한 연결 및 기능을 갖는 핵으로 알려진 클러스터로 그룹화된다. 핵은 백질의 영역에 의해 다른 핵과 연결되어 있다.
신경 아교 세포는 신경 세포의 지원 세포이며 모든 기능이 명확하게 이해되지는 않지만 신경 세포에 지원과 영양소를 제공하는 기능을 포함합니다. 신경 아교 세포는 별 아교 세포(astrocytes), 뇌실막 세포(ependymal cells), 희소 돌기 아교 세포(oligodendrocytes)의 거대 아교 세포(macroglia) 와 훨씬 작은 미세 아교 세포(microglia)로 분류된다. 별 아교 세포는 아교 전달(gliotransmission)이라고 하는 신경전달과 유사한 신호전달 과정을 포함하는 신경 세포와 의사소통할 수 있는 것으로 보인다.

## 세포 유형

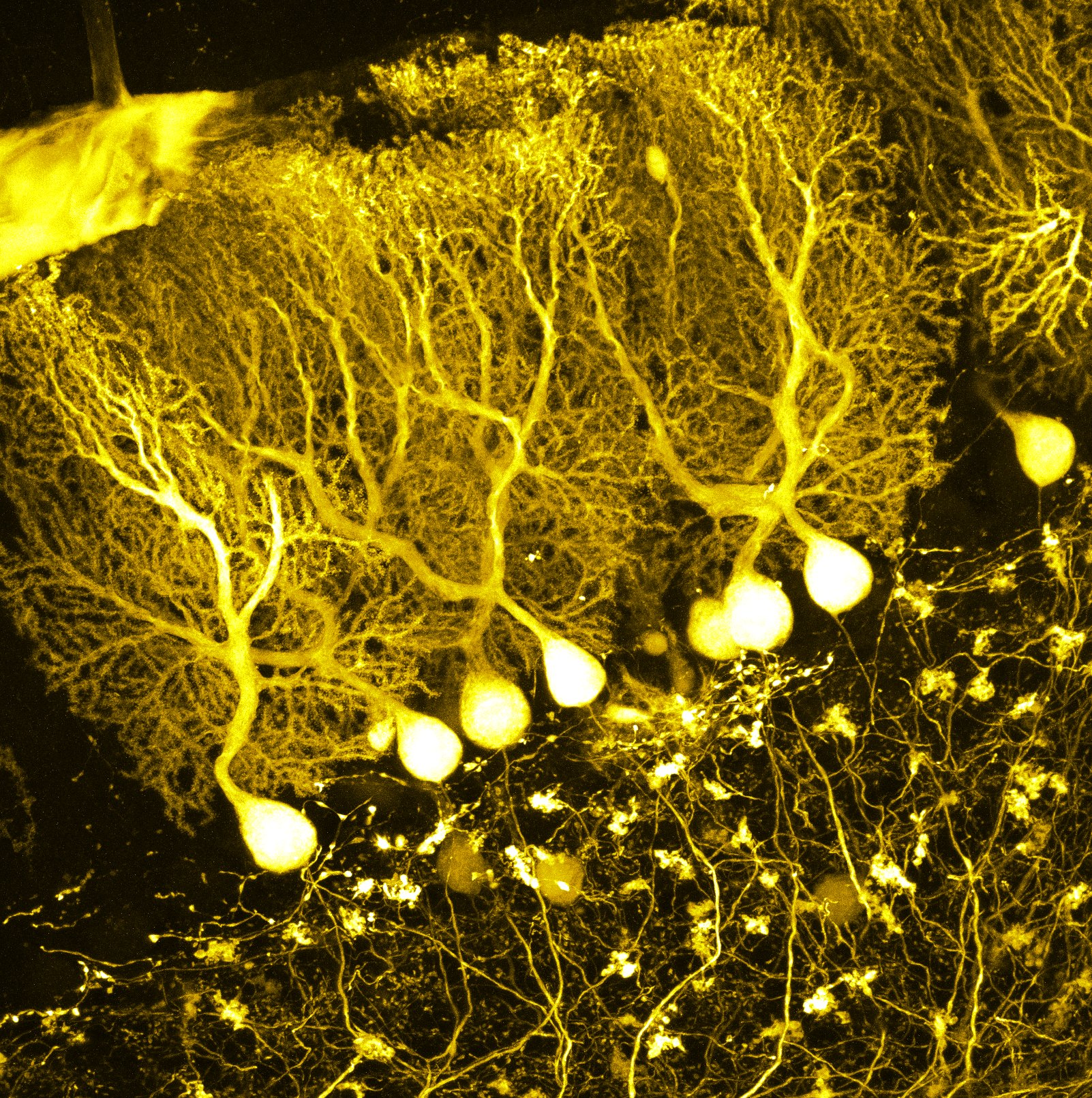
소뇌의 푸르키네 세포

뇌세포 유형은 기능적 신경 세포와 지지 신경 아교 세포이다.

### 신경 세포
신경 세포는 기능적으로 전기적으로 흥분할 수 있는 뇌의 세포이다. 이들은 신경 회로의 다른 신경 세포 및 연합 신경 세포와 협력하여 기능할 수 있다. 인간의 뇌에는 약 1,000억 개의 신경 세포가 있다. 신경 세포는 신경 자극이라고도 하는 활동전위의 전도에 특화된 극성화된 세포이다. 또한 막과 단백질을 합성할 수 있다. 신경 세포는 시냅스에서 방출되는 신경전달물질을 사용하여 다른 신경 세포와 통신하며 억제 또는 흥분시킬 수 있다. 신경 세포는 흥분성 도파민성 신경 세포 및 억제성 GABA성 신경 세포와 같은 관련 신경전달물질로 명명될 수 있다.
피질 연합 신경 세포는 전체 신경 세포의 약 1/5에 불과하지만 인지와 학습 및 기억의 많은 측면에 필요한 피질 활동을 조절하는 데 중요한 역할을 한다. 피질 연합 신경 세포는 모양, 분자 구성 및 전기 생리학이 다양하다. 이들은 주로 GABA의 사용을 통해 피질에서 흥분과 억제 사이의 균형을 유지하기 위해 집합적으로 기능한다. 이 균형의 붕괴는 조현병과 같은 신경정신병적 장애의 원인이 된다.
대뇌 피질에서 다른 신경 세포는 다른 피질층을 차지하고 피라미드 세포와 로즈힙 신경 세포를 포함한다. 소뇌에서는 푸르키네 세포와 신경 간 골지 세포가 우세하다.

### 신경 아교 세포

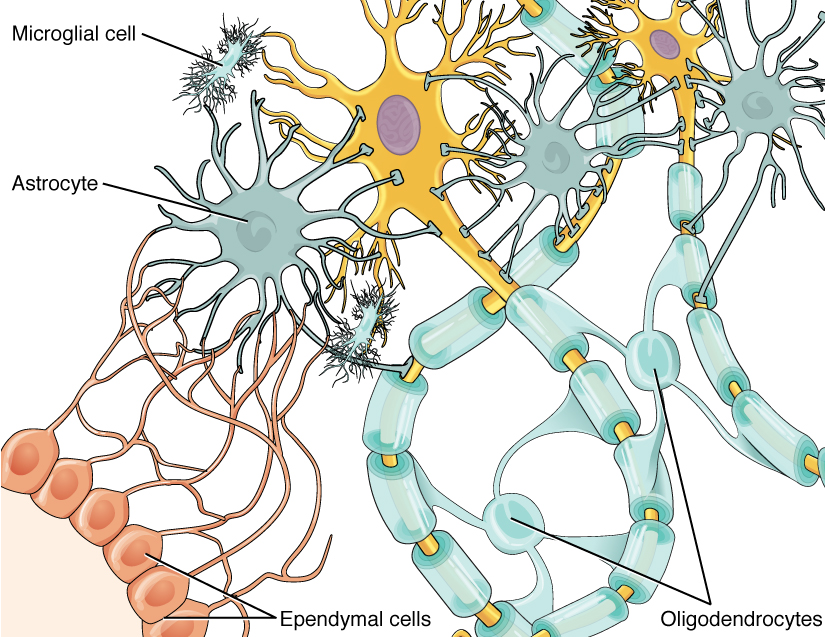
신경 아교 세포의 종류

신경 아교 세포는 뉴런을 지지하는 세포이다. 신경 아교 세포의 세 가지 유형은 집합적으로 거대 아교 세포로 알려진 별 아교 세포, 희소 돌기 아교 세포, 뇌실막 세포와 미세 아교 세포로 알려진 대식세포가 있다. 신경 아교 줄기 세포는 성인 뇌의 모든 부분에서 발견된다. 신경 아교 세포의 수는 신경 세포보다 훨씬 많으며, 신경 세포에 대한 지원 역할 외에도, 특히 별 아교 세포는 신경교 전달이라고 하는 신경 전달과 유사한 신호 과정을 포함하는 신경 세포와 통신할 수 있는 것으로 밝혀졌다. 이것들은 신경 세포에 의해 생성되는 활동전위를 생성할 수 없지만 많은 수에서 신경 회로에 영향을 미치는 흥분성을 나타내는 화학 물질을 생성할 수 있다. 별 모양의 별 아교 세포는 많은 시냅스와 접촉할 수 있다.